# جسر دوار
الجسر الدوار جسر متحرك يحتوي على دعامة هيكلية أساسية دبوس عمودي لتحديد ودعم الحلقة، وعادة عند أو بالقرب من مركز ثقله، التي تمتد نحو تحول محوري يمكن ثم أفقيا كما هو موضح في الرسم التوضيحي المتحرك أدناه. الجسور الدوارة الصغيرة التي توجد في الكثير من القنوات قد تكون متمحورة فقط من النهاية، أي تفتح مثل افتتاح البوابة العادية الموجودة في المنازل مثلا، ولكنها قد تتطلب بنية تحت الأرض كبيرة لدعم المحور.

جسر دوار

## معرض صور

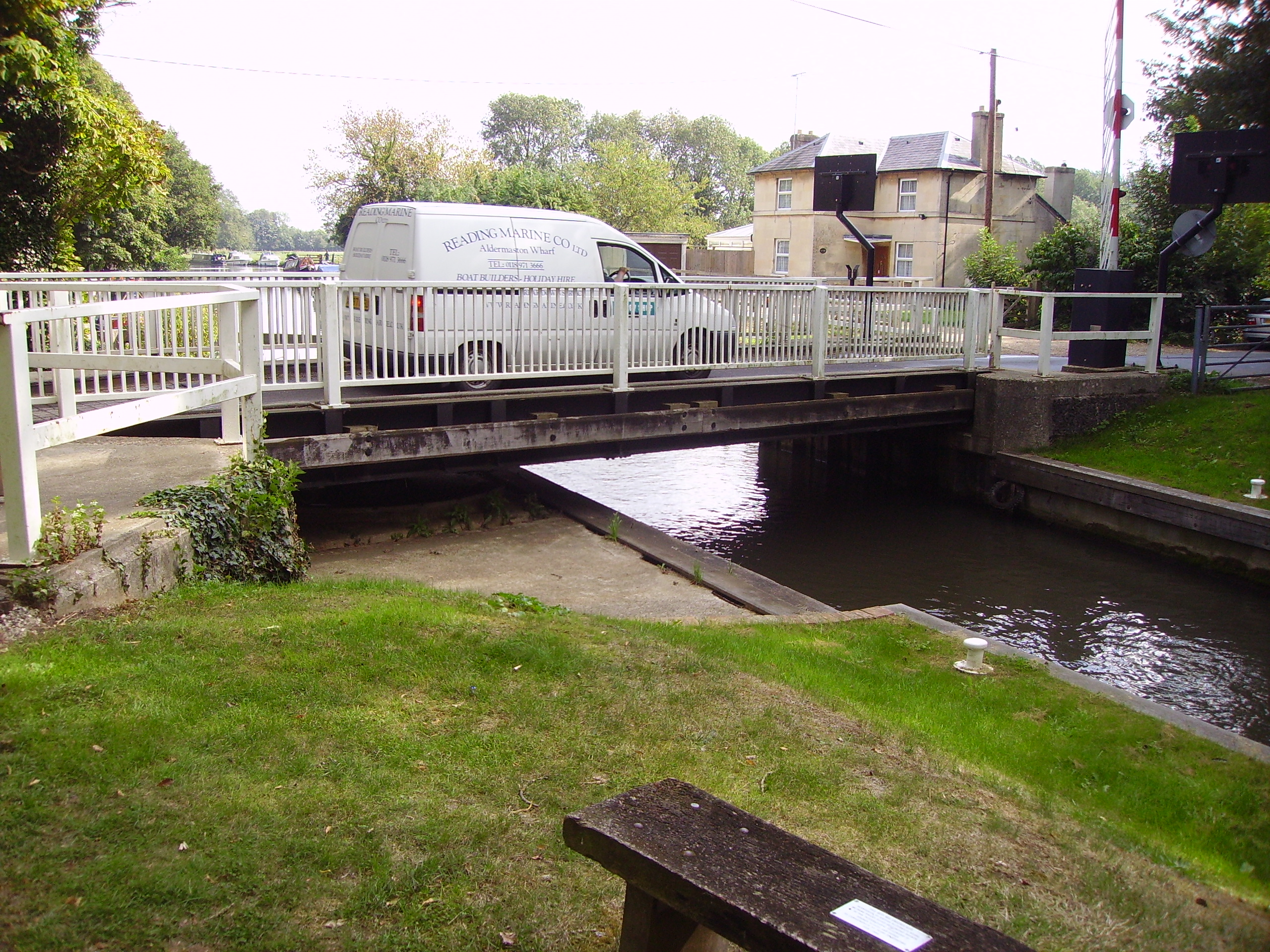
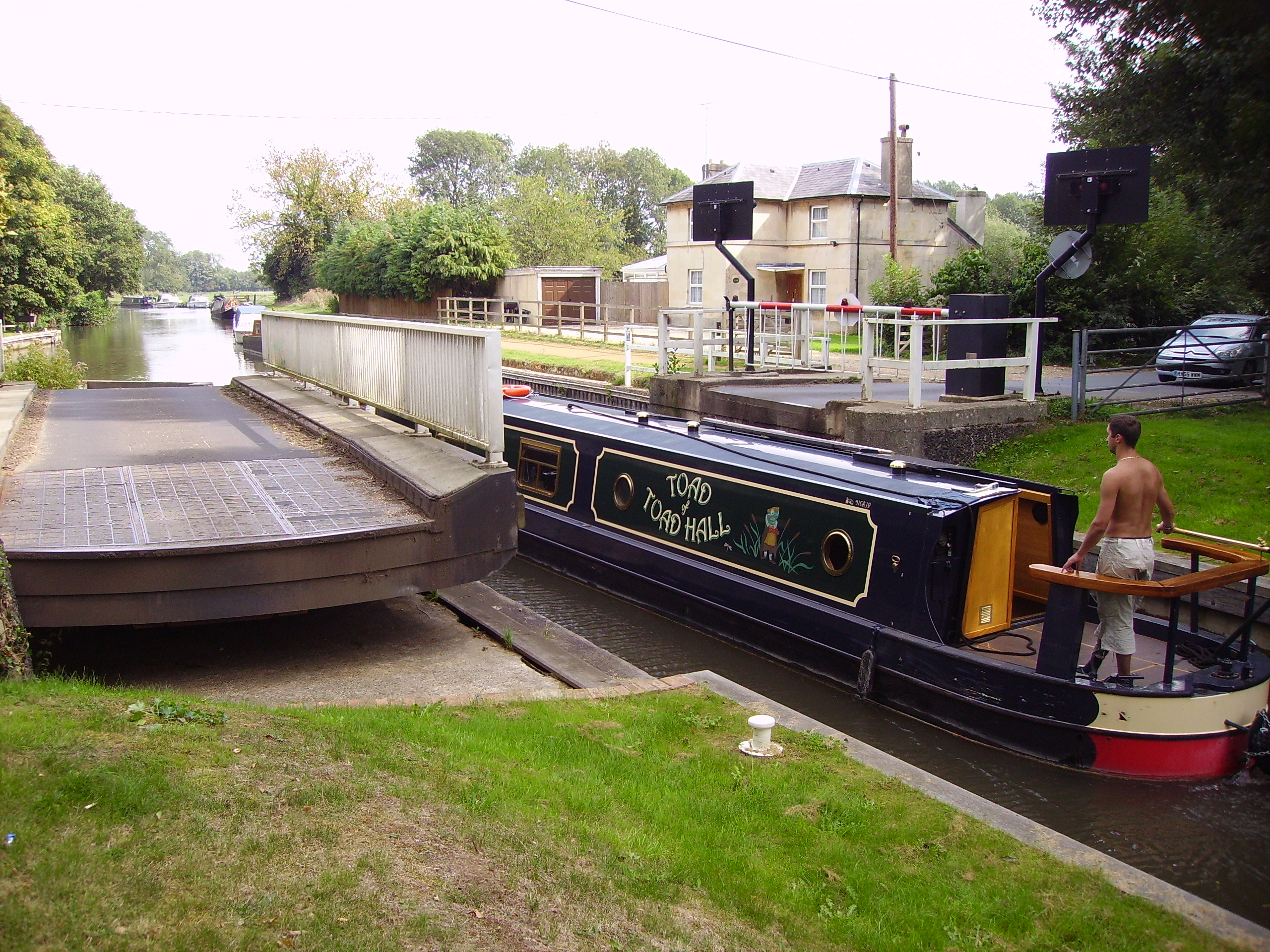
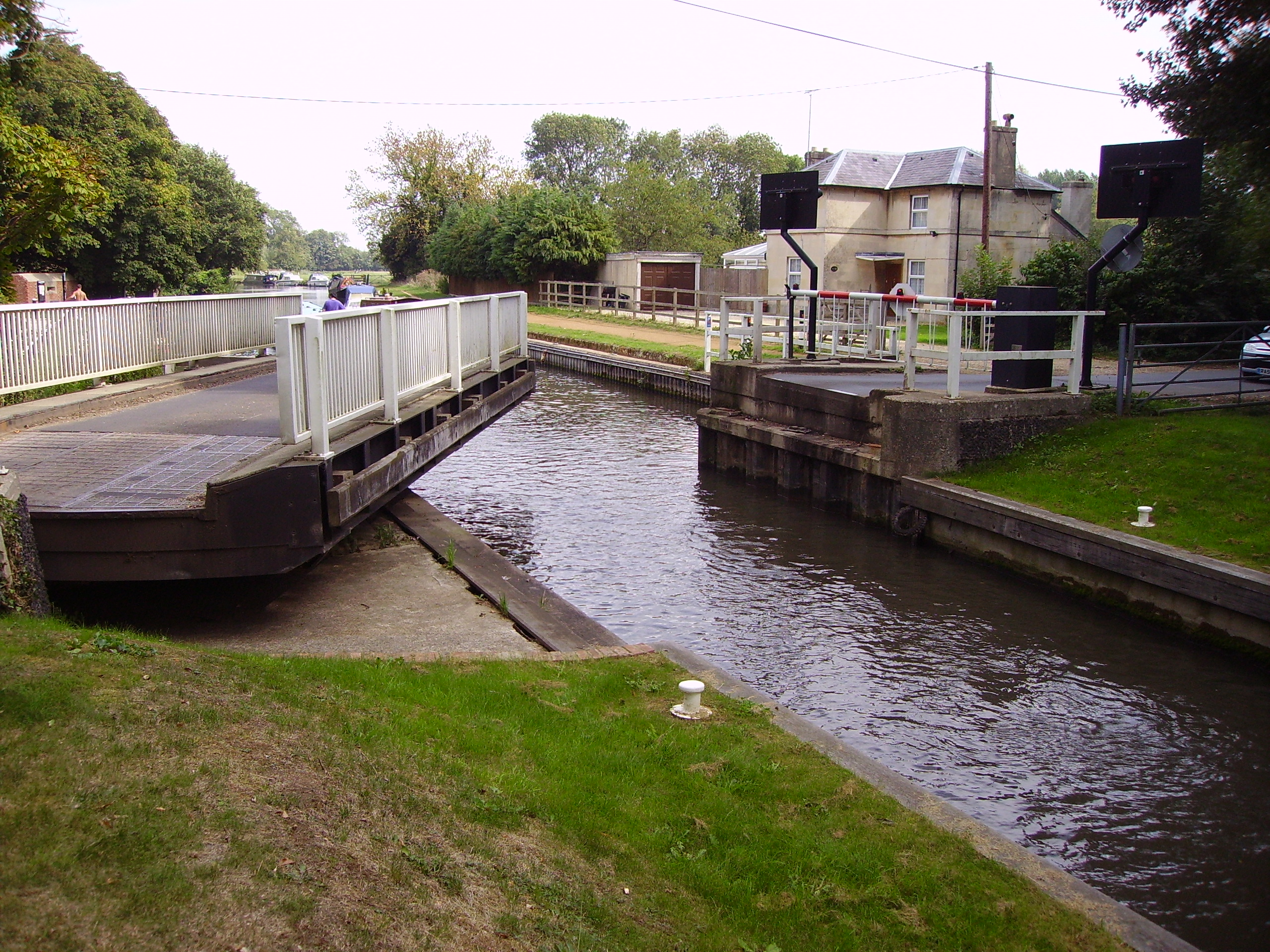